# Chu Vĩnh Khang
Chu Vĩnh Khang (sinh 3 tháng 12 năm 1942) là một lãnh đạo cao cấp về hưu của Đảng cộng sản Trung Quốc (CCP), nguyên Bộ trưởng Bộ Công an, từng giữ chức trong Ban thường vụ bộ chính trị lần thứ 17 và chủ nhiệm Ủy ban Chính trị - Pháp luật trung ương từ năm 2007 đến năm 2012. Trên cương vị đó, Chu giám sát các lực lượng an ninh và các cơ quan thực thi pháp luật của Trung Quốc.
Chu từng là ủy viên Hội đồng Quốc vụ viện cho đến tháng 3 năm 2008 và là thành viên của Văn phòng Ủy ban trung ương Đảng cộng sản Trung Quốc. Ông từng giữ chức thị trưởng thành phố Bàn Cẩm ở tỉnh Liêu Ninh từ năm 1983 đến 1985 và giữ chức bộ trưởng công an của nước Cộng hòa Nhân dân Trung Hoa từ năm 2002 đến 2007. Ông về hưu tại Đại hội Đảng lần thứ 18 năm 2012.
Trong thời gian còn đương chức, Chu Vĩnh Khang được cho là đã dính líu đến nhiều vụ tham nhũng, lạm dụng quyền hành và bị cáo buộc là một trong những thủ phạm chính trong cuộc đàn áp môn khí công Pháp Luân Công.
Ông là đồng minh thân cận của Bạc Hy Lai, một quan chức cấp cao bị cách chức vì các bê bối chính trị và tham nhũng.
Hiện tại Chu Vĩnh Khang cũng đang là đối tượng điều tra của chính phủ Trung Quốc trong chiến dịch bài trừ tham nhũng. Hơn nữa ông cũng bị bê bối vì dính tới các vụ án mua bán dâm và quan hệ tình dục bất chính với hàng trăm phụ nữ. Tờ China Times dẫn lời các điều tra viên cho rằng ông Chu có ít nhất 6 căn nhà riêng để "vui vẻ với phụ nữ" ở thủ đô Bắc Kinh.
Vào ngày 11 tháng 6 năm 2015, Chu bị kết án hối lộ, lạm dụng quyền lực và cố ý tiết lộ bí mật nhà nước bởi Tòa án Trung cấp ở Thiên Tân. Chu và các thành viên trong gia đình ông bị buộc tội hối lộ 129 triệu nhân dân tệ (hơn 20 triệu đô la). Ông bị kết án tù chung thân.

## Tiểu sử và sự nghiệp
Sinh tháng 12 năm 1942, Chu Vĩnh Khang là người gốc Vô Tích, tỉnh Giang Tô. Năm 1964 Chu gia nhập Đảng cộng sản Trung Quốc, sau đó tham gia công tác khảo sát địa chất ở vùng đông bắc Trung Quốc năm 1966 khi Đại Cách mạng Văn Hóa nổ ra. Ông tốt nghiệp khoa khảo sát và thăm dò của Học viện dầu khí Bắc Kinh chuyên ngành khảo sát và thăm dò địa chất. Là một cử nhân đại học, ông giữ danh hiệu Kỹ sư cao cấp với cấp bậc tương đương giáo sư.
Trong những năm 1960 và 1970, ông dành hầu hết sự nghiệp của mình làm việc trong ngành công nghiệp dầu khí. Đến giữa những năm 1980, ông là Thứ trưởng ngành công nghiệp dầu khí, và từ năm 1996 giữ chức Tổng Giám đốc Tập đoàn dầu khí quốc gia Trung Quốc, công ty năng lượng lớn nhất Trung Quốc. Năm 1998, ông giữ chức Bộ trưởng Tài nguyên và môi trường, và năm 1999 là Bí thư Đảng ủy tỉnh Tứ Xuyên. Đến năm 2002, ông được bổ nhiệm làm Bộ trưởng Bộ công an nhiệm kỳ 2002-2007. Thời gian ông ở Tứ Xuyên và giữ chức Bộ trưởng Công an đã làm ông được lưu ý bởi chính quyền trung ương Đảng, và vào năm 2007, ông được cử thay thế vị trí của La Cán, người nghỉ hưu từ Ủy ban chính trị và hành pháp, và chịu trách nhiệm về tòa án, cảnh sát, các lực lượng bán quân sự và nhiều cơ quan an ninh và gián điệp của chính phủ. Do đó, mặc dù Chu Vĩnh Khang có thứ hạng thấp nhất trong Ban thường vụ Bộ chính trị, nhưng đó không phải là thước đo quyền lực thực tế của ông ta.
Một số thư điện tín ngoại giao bị rò rỉ của Mỹ từ trang Wikileaks đã khẳng định sự nhúng tay của Chu vào cuộc tấn công mạng của Bắc Kinh nhằm vào Google, mặc dù tính xác thực của lời tuyên bố này bị nghi vấn. Một số bức thư điện tín khác cho rằng cha con Chu Vĩnh Khang có ảnh hưởng lớn trong việc kiểm soát sự độc quyền của ngành công nghiệp dầu mỏ.
Vào tháng 5 năm 2012, tờ thời báo tài chính (Financial Times) tường thuật rằng Chu đã nhường quyền điều hành của ủy ban chính trị- tư pháp cho Bộ trưởng Công an Mạnh Kiến Trụ do sự ủng hộ của ông ta với cựu chính trị gia Bạc Hy Lai, và đã mất quyền lựa chọn người kế vị khi ông ta thôi việc khỏi Ban chính trị vào mùa thu năm 2012. Thời báo New York sau đó tường thuật rằng địa vị của Chu vẫn không thay đổi.
Vào tháng 8 năm 2013, Chính phủ Trung Quốc mở một cuộc điều tra nhắm vào Chu Vĩnh Khang như một phần của chiến dịch chống hối lộ tiếp sau vụ Bạc Hy Lai.
Ngày 5 tháng 12 năm 2014, Ủy ban Thường vụ Bộ Chính trị Trung Quốc công bố Chu Vĩnh Khang, cựu ủy viên của Bộ này đã bị khai trừ khỏi Đảng và sẽ bị khởi tố với các tội danh có phạm vi từ "nhận hối lộ đến làm lộ bí mật của Đảng và quốc gia". Viện Kiểm sát nhân dân tối cao Trung Quốc cũng đã chấp thuận lệnh bắt giữ Chu.

## Sự cố Bạc Hy Lai và các diễn biến tiếp theo
Vào ngày 7 tháng 3 năm 2012, trong phiên họp thứ hai của Ban Thường vụ Bộ Chính trị, Hồ Cẩm Đào, Ôn Gia Bảo, Lý Khắc Cường và những người khác quyết định trừng trị Bạc Hy Lai do sự dính líu ông ta đến Vụ Vương Lập Quân, chỉ có Chu Vĩnh Khang bỏ phiếu chống. Lý do Chu bỏ phiếu chống là vì Bạc Hy Lai là đồng minh thân cận của Chu, nếu Bạc bị điều tra thì những thông tin mật giữa hai người sẽ bị rò rỉ.
Ngày 12 tháng 4 năm 2012, tại Đại Lễ Đường, Chu Vĩnh Khang đã gặp những người đứng đầu các nước thành viên của Tổ chức Hợp tác Thượng Hải và các đoàn đại biểu của cuộc họp Bộ trưởng Hội đồng Bảo An lần thứ bảy. Vào ngày 17 cùng tháng, Chu Vĩnh Khang tham dự hội nghị qua điện thoại về việc công nhận thành tích xây dựng hệ thống tư pháp quốc gia, và thay mặt Ủy ban Trung ương Đảng Cộng sản Trung Quốc và Quốc hội gửi lời chúc mừng đến các đơn vị. Phát biểu tại hội nghị, Chu Vĩnh Khang nói rằng các sĩ quan cảnh sát nên giữ một tư tưởng chính trị trong sạch, tuân thủ đường lối chính trị của Đảng. Lập trường chính trị của ông được cho là tương đồng với tổng bí thư Hồ Cẩm Đào.
Ngày 13 tháng 5 năm 2012, tờ Financial Times của Anh đưa tin rằng mặc dù Chu Vĩnh Khang vẫn giữ chức trong Ban Thường vụ Bộ Chính trị và Ủy ban Chính trị Pháp luật (PLAC), nhưng theo ít nhất ba quan chức Đảng cao cấp và nhà ngoại giao thì quyền lực của ông ta đã bị chuyển giao cho phó giám đốc PLAC là Mạnh Kiến Trụ. Việc chuyển giao quyền lực lần thứ nhất của Chu diễn ra chủ yếu sau khi cựu bí thư Trùng Khánh Bạc Hy Lai bị thất thế. Đảng cộng sản Trung Quốc đã phủ nhận việc Chu chuyển giao quyền lực.
Ngày 17 tháng 5 năm 2012, tại tỉnh Vân Nam, 16 đảng viên lâu năm đã kiến nghị lên Bộ chính trị trung ương, cáo buộc việc bao che Bạc Hy Lai của Chu Vĩnh Khang là "hành vi phạm tội" và yêu cầu loại trừ Chu Vĩnh Khang khỏi vị trí lãnh đạo Ủy ban Chính trị Pháp luật, Ban Thường vụ Bộ Chính trị và các chức vụ khác. Đồng thời họ cũng yêu cầu loại trưởng ban tuyên truyền trung ương Lưu Vân Sơn khỏi đại hộ Đảng lần thứ 18 và Ban Thường vụ Bộ Chính trị.
Trưa 17 tháng 7 năm 2012, trong thời gian diễn ra Hội nghị ban chấp hành trung ương Đảng, Chu Vĩnh Khang đã tham gia một cuộc hội nghị qua điện thoại tại Đài truyền hình quốc gia và làm một bài diễn văn về công tác ổn định trật tự xã hội. Ông nhấn mạnh sự cần thiết để thực thi một cách quyết tâm các chỉ thị của Trung ương, tự tin đối phó với các thách thức từ xã hội và làm tốt việc duy trì trật tự để tạo một môi trường ổn định và yên bình cho sự thắng lợi của Đại hội Đảng lần thứ 18.
Ngày 29 tháng 8 năm 2012, theo báo cáo của Reuters, thì Bộ Chính trị dự định sẽ giảm số ghế trong Ban Thường vụ Chính trị từ 9 xuống 7 và cắt giảm quyền lực của Ủy ban Chính trị Pháp luật. Người đứng đầu PLAC sẽ không còn là thành viên vĩnh viễn trong Ban Thường vụ.
Ngày 19 tháng 11 năm 2012, Ban Thường vụ Trung ương Bộ Chính trị ra quyết định Chu Vĩnh Khang thôi giữ chức trong Bộ Chính trị và Mạnh Kiến Trụ giữ chức bí thư Ủy ban Chính trị Pháp luật.

### Thông tin báo chí
Từ tháng 8 năm 2013, giới truyền thông đưa tin rằng tình trạng tham nhũng của gia đình Chu Vĩnh Khang đang bị điều tra. Tờ South China Morning Post của Hồng Kông vào ngày 21 tháng 10 năm 2013 đưa tin rằng tổng bí thư Tập Cận Bình đã thành lập một đội đặc biệt, dẫn đầu bới thứ trưởng Bộ công an và Cục trưởng cục an ninh Bắc Kinh Phó Chính Hoa để điều tra vụ bê bối tham nhũng của Chu Vĩnh Khang.
Tháng 12 năm 2013, truyền thông nước ngoài liên tục đưa tin rằng Chu Vĩnh Khang bị nghi ngờ tiến hành một âm mưu đảo chính chủ tịch nước Tập Cận Bình và thủ tướng Lý Khắc Cường tại Đại hội Đảng lần thứ 18. Đồng thời ông ta còn được cho là đã chỉ thị cho thuộc hạ của mình giết người vợ đầu. Theo các bản tin của RFA thì hai tài xế cũ của Chu đã thú nhận rằng Quách Vĩnh Tường, một tài xế cũ của Chu nay giữ chức bí thư đảng tỉnh Tứ Xuyên, đã sát hại người vợ cũ của Chu trong một vụ "tai nạn" theo lệnh của Chu Vĩnh Khang. Người vợ cũ của Chu bị hai hơi xe tông liên tiếp từ hướng đối diện. Cả hai tài xế đều là sĩ quan cảnh sát và bị kết án từ 15 đến 20 năm tù giam. Nhưng họ được thả ra ba bốn năm sau và làm việc cho một công ty dầu mỏ của nhà nước. Vài tháng trước, cả hai người ngày đã thú nhận về vụ giết người sau khi bị bắt .
Tờ Minh Kính của Hồng Kông đưa tin vào ngày 4 tháng 12 rằng chiều tối ngày 1 tháng 12 Lênh Chiến Thư, chủ nhiệm Văn phòng trung ương đã dẫn theo các nhân viên an ninh đến nhà Chu Vĩnh Khang đọc lệnh bắt của Trung ương. Vợ thứ hai của Chu là Giả Hiểu Diệp cũng bị bắt cùng chồng.
Ngày 29 tháng 7 năm 2014, Tân Hoa Xã đưa thông cáo ngắn công bố điều tra Chu Vĩnh Khang do nghi ngờ "vi phạm kỷ luật nghiêm trọng". Theo The Daily Beast: "Đây là lần đầu tiên trong 20 năm qua một thành viên ủy ban thường trực Bộ Chính trị bị điều tra hình sự. Đây cũng là lần đầu tiên trong lịch sử của Đảng Cộng sản Trung Quốc, một thành viên Ủy ban Thường vụ Bộ Chính trị bị đưa ra tòa về tội giết người và tham nhũng."
Điều tra, tịch thu số tài sản do tham nhũng mà có của Chu Vĩnh Khang, gia đình và nhóm lợi ích 
Theo bản  "Thông báo nội bộ" của "Tổ chuyên án Chu Vĩnh Khang và gia đình" thuộc Ủy ban Chính trị - Pháp luật trung ương về "Danh mục kiểm kê khám nhà" đối với Chu Vĩnh Khang cho biết: Trong các ngày 02/12/2012, 10 và 22/01/2014, Viện Kiểm sát 7 tỉnh, thành phố trực thuộc trung ương là Bắc Kinh, Liêu Ninh, Giang Tô, Sơn Đông, Thượng Hải, Quảng Đông đã ra lệnh khám xét 3 đợt đối với 29 khu nhà ở của gia tộc Chu Vĩnh Khang tại đây.
Kết quả: Chu Vĩnh Khang và những người thân (vợ con, anh em) có tổng cộng 326 căn nhà với tổng trị giá 1 tỷ 760 triệu tệ ở 12 thành phố: Bắc Kinh, Thẩm Dương, Đại Liên, Tế Nam, Yên Đài, Thành Đô, Nam Kinh, Vô Tích, Tô Châu, Thượng Hải, Quảng Châu, Thâm Quyến.
Qua khám xét đã thu giữ 47,850 kg vàng, bạc; số lượng rất lớn tiền mặt gồm hơn 150 triệu tệ, hơn 2 triệu 700 ngàn USD...
Ngoài số tiền, vàng, các nhân viên điều tra còn thu giữ số lượng lớn đồ cổ, 55 tranh, thư pháp quý tổng trị giá ước tính từ 800 triệu đến 1 tỷ tệ; 62 xe ô tô các loại trong đó có cả xe quân sự và nhiều siêu xe đắt tiền.
Nghiêm trọng hơn, đã phát hiện Chu Vĩnh Khang và người thân đã tàng trữ trái phép cả "kho vũ khí" 27 khẩu súng, gồm 15 khẩu súng ngắn K76, K96, K99 do Trung Quốc sản xuất, 12 khẩu súng ngắn của Đức, Nga, Anh, Bỉ và hơn 11 ngàn viên đạn các cỡ.
Các nhân viên điều tra đã phong tỏa 947 tài khoản nội tệ, 117 tài khoản ngoại tệ đặt tại ngân hàng. Người ta còn thu giữ số cổ phiếu các ngành dầu khí, hàng không, ngân hàng....
Theo thống kê bước đầu, tổng số của cải mà Chu Vĩnh Khang và gia tộc vơ vét được đã lên tới 100 tỷ tệ (16 tỷ USD - tương đương 10% lợi nhuận của tổng cộng 113 doanh nghiệp nhà nước trực thuộc trung ương).
Ngoài ra với nhóm lợi ích của Chu Vĩnh Khang: Thông tin được phương tiện truyền thông Trung Quốc tiết lộ ngày 03/09/2014, sau một tháng lập án điều tra, số tiền liên quan trong vụ án tham nhũng do cựu Ủy viên thường vụ Bộ Chính trị Trung Quốc Chu Vĩnh Khang đứng đầu hơn 500 tỉ nhân dân tệ (hơn 81,07 tỷ đô la Mỹ).

## Sự cố Google rút khỏi Trung Quốc
Theo thông tin tiết lộ từ Wikileaks thì việc Google rút khỏi Trung Quốc vào năm 2010 là có sự nhúng tay của hai thành viên trong Ban Thường vụ Chính trị là Lý Trường Xuân và Chu Vĩnh Khang.

## Xét xử và Tuyên án
Vào ngày 11/6/2015, tòa án Trung cấp Nhân dân số 1 Thiên Tân tuyên án Chu Vĩnh Khang tù chung thân do các tội nhận hối lộ, lạm dụng quyền hành và tiết lộ bí mật nhà nước. Tòa án đồng thời còn ra lệnh tịch thu tất cả các tài sản của ông. Chu Vĩnh Khang đã nhận tội và sẽ không kháng cáo.
Với bản án này, Chu Vĩnh Khang là mục tiêu lớn nhất cho đến nay bị hạ trong chiến dịch chống tham nhũng của chủ tịch nước Tập Cận Bình.

## Gia đình
Vợ cả: được cho là đã bị sát hại bằng cách giàn dựng vụ tai nạn giao thông
Vợ thứ hai: Giả Hiểu Hiệp.
Con trai cả: Chu Bân, người đang kiểm soát công việc kinh doanh của gia đình họ Chu. Theo Reuters thì có khả năng Chu Bân đang bị giam giữ để điều tra tham nhũng.
Con trai thứ hai: Chu Hàn
Em gái: Chu Linh Anh